# Associazione Sportiva Dilettantistica Arzignano Valchiampo 2018-2019
Questa voce raccoglie le informazioni riguardanti l'Arzignano Valchiampo nelle competizioni ufficiali della stagione 2018-2019.

## Rosa
| N. |                   | Ruolo | Calciatore        |
| -- | ----------------- | ----- | ----------------- |
|    | Italia (bandiera) | P     | Filippo Dani      |
|    | Italia (bandiera) | P     | Marco Farina      |
|    | Italia (bandiera) | P     | Nadir Dalla Valle |
|    | Italia (bandiera) | P     | Riccardo Tosi     |
|    | Italia (bandiera) | D     | Cristiano Bigolin |
|    | Italia (bandiera) | D     | Luca Ferri        |
|    | Italia (bandiera) | D     | Leonardo Lovato   |
|    | Italia (bandiera) | D     | Pietro Maronilli  |
|    | Italia (bandiera) | D     | Andrea Munaretto  |
|    | Italia (bandiera) | D     | Luca Panzani      |
|    | Italia (bandiera) | D     | Riccardo Spaltro  |
|    | Italia (bandiera) | D     | Nicola Vanzan     |
|    | Italia (bandiera) | C     | Manuel Antoniazzi |
|    | Italia (bandiera) | C     | Marco Burato      |

| N. |                    | Ruolo | Calciatore       |
| -- | ------------------ | ----- | ---------------- |
|    | Italia (bandiera)  | C     | Lorenzo Dentale  |
|    | Italia (bandiera)  | C     | Daniele Forte    |
|    | Albania (bandiera) | C     | Marco Hoxha      |
|    | Italia (bandiera)  | C     | Angelo Lombardi  |
|    | Ecuador (bandiera) | C     | Luis Maldonado   |
|    | Italia (bandiera)  | C     | Guido Parasecoli |
|    | Italia (bandiera)  | C     | Kevin Rigodanzo  |
|    | Italia (bandiera)  | A     | Filippo Fracaro  |
|    | Nigeria (bandiera) | A     | Chinaecherem Ibe |
|    | Nigeria (bandiera) | A     | Raphael Odogwu   |
|    | Albania (bandiera) | A     | Ersid Pllumbaj   |
|    | Italia (bandiera)  | A     | Mehdi Serroukh   |
|    | Italia (bandiera)  | A     | Niccolò Valenti  |

## Calciomercato

### Sessione estiva (dall'1/7 al 31/8)
| Acquisti | Acquisti         | Acquisti      | Acquisti   |
| R.       | Nome             | da            | Modalità   |
| -------- | ---------------- | ------------- | ---------- |
| P        | Filippo Dani     | Juventus      | svincolato |
| P        | Riccardo Tosi    | Verona        | prestito   |
| D        | Luca Ferri       | Caravaggio    | svincolato |
| D        | Pietro Maronilli |               | svincolato |
| D        | Andrea Munaretto | Este          | svincolato |
| D        | Luca Panzani     | Novara        | prestito   |
| D        | Riccardo Spaltro | SPAL          | prestito   |
| C        | Marco Burato     | Virtus Verona | svincolato |
| C        | Lorenzo Dentale  | Verona        | prestito   |
| C        | Angelo Lombardi  | Massese       | svincolato |
| C        | Kevin Rigodanzo  | Montecchio    | svincolato |
| A        | Chinaecherem Ibe | L'Aquila      | svincolato |
| A        | Ersid Pllumbaj   | Pro Patria    | svincolato |
| A        | Mehdi Serroukh   | Ebolitana     | svincolato |

| Cessioni | Cessioni           | Cessioni          | Cessioni   |
| R.       | Nome               | a                 | Modalità   |
| -------- | ------------------ | ----------------- | ---------- |
| P        | Cristian Boniardi  | Valgatara         | svincolato |
| P        | Enrico Colesso     | Tamai             | svincolato |
| D        | Francesco Antinori | Caldiero          | svincolato |
| D        | Francesco Bordi    | CreCas            | svincolato |
| D        | Francesco Contri   | Ambrosiana        | svincolato |
| D        | Simone Romio       | Bonollo           | svincolato |
| D        | Samuel Salvadori   | Montevarchi       | svincolato |
| D        | Matteo Scandilori  | Clodiense         | svincolato |
| D        | Davide Toso        | Vigontina         | svincolato |
| C        | Filippo Casagrande | Caorle            | svincolato |
| A        | Marco Ilari        | Trastevere        | svincolato |
| A        | Andrea Nobile      | Delta Porto Tolle | svincolato |
| A        | Andrea Raimondi    | Campodarsego      | svincolato |

### Sessione di dicembre(dall'1/12 al 17/12)
| Acquisti | Acquisti          | Acquisti    | Acquisti   |
| R.       | Nome              | da          | Modalità   |
| -------- | ----------------- | ----------- | ---------- |
| P        | Nadir Dalla Valle |             | svincolato |
| P        | Marco Farina      | Cartigliano | svincolato |
| D        | Leonardo Lovato   | Legnago     | svincolato |
| C        | Guido Parasecoli  | Jesina      | svincolato |

| Cessioni | Cessioni         | Cessioni   | Cessioni   |
| R.       | Nome             | a          | Modalità   |
| -------- | ---------------- | ---------- | ---------- |
| P        | Filippo Dani     | Ambrosiana | svincolato |
| C        | Angelo Lombardi  | Savona     | svincolato |
| C        | Kevin Rigodanzo  | Montecchio | svincolato |
| A        | Chinaecherem Ibe | Legnago    | svincolato |

### Sessione invernale(dall'1/1 al 31/1)
| Acquisti | Acquisti | Acquisti | Acquisti |
| R.       | Nome     | da       | Modalità |
| -------- | -------- | -------- | -------- |

| Cessioni | Cessioni        | Cessioni | Cessioni      |
| R.       | Nome            | a        | Modalità      |
| -------- | --------------- | -------- | ------------- |
| C        | Lorenzo Dentale | Verona   | fine prestito |

## Risultati

### Serie D

#### Girone d'andata
| Arbitro: | Bianchini (Perugia) |

|                           |           |             |
| Madiotto 50’ Celestri 56’ | Marcatori | 20’ Valenti |

| Arbitro: | D'Eusanio (Faenza) |

|                            |           |                         |
| Maldonado 44’ Lombardi 67’ | Marcatori | 9’ Aliu 40’ Del Piccolo |

| Arbitro: | Nicolini (Brescia) |

|           |           |                                |
| Marku 72’ | Marcatori | 81’ (rig.) Maldonado 90+3’ Ibe |

| Arbitro: | Guida (Torre Annunziata) |

|                                                       |           |                                |
| Odogwu 45’ Forte 64’ Maldonado 73’ (rig.) Valenti 80’ | Marcatori | 2’ Barone 89’ (rig.) Farinazzo |

| Arbitro: | Lovison (Padova) |

|            |           |           |
| Odogwu 54’ | Marcatori | 31’ Aperi |

| Arbitro: | Piazzini (Prato) |

|            |           |                  |
| Bacher 16’ | Marcatori | 57’, 72’ Valenti |

| Arbitro: | Dallapiccola (Trento) |

|             |           |  |
| Bigolin 36’ | Marcatori |  |

| Arbitro: | Mulas (Sassari) |

|  |           |             |
|  | Marcatori | 24’ Fracaro |

| Arbitro: | Bracaccini (Macerata) |

|               |           |                         |
| Maldonado 87’ | Marcatori | 24’ Vuthaj 52’ Raimondi |

| Belluno 14 novembre 2018, ore 14:30 CET 10ª giornata | Belluno        | 0 – 0 | Arzignano Valchiampo | Stadio polisportivo\| Arbitro: \| Picchi (Lucca) \| |
| Arbitro:                                             | Picchi (Lucca) |       |                      |                                                     |

| Arbitro: | Pistarelli (Fermo) |

|  |           |                        |
|  | Marcatori | 32’ Faresin 70’ Stocco |

| Arbitro: | Catallo (Frosinone) |

|  |           |             |
|  | Marcatori | 17’ Valenti |

| Arbitro: | Rizzello (Casarano) |

|                       |           |                   |
| Odogwu 5’ Valenti 25’ | Marcatori | 59’ (rig.) Kabine |

| Arbitro: | Calvi (Bergamo) |

|  |           |                             |
|  | Marcatori | 34’, 87’ Odogwu 39’ Bigolin |

| Arbitro: | Cannata (Faenza) |

|                                      |           |                                                         |
| Burato 28’ Maldonado 71’ (rig.), 89’ | Marcatori | 10’ (rig.), 18’ (rig.) Traini 68’ Malagò 90+2’ Koliatko |

| Arbitro: | Cavaliere (Paola) |

|                                  |           |                         |
| Giusti 21’ De Giorgio 50’ (rig.) | Marcatori | 78’ Serroukh 89’ Odogwu |

| Arbitro: | Baldelli (Reggio nell'Emilia) |

|                         |           |                |
| Pllumbaj 62’ Odogwu 84’ | Marcatori | 16’, 49’ Dimas |

#### Girone di ritorno
| Arbitro: | Galipò (Firenze) |

|                 |           |  |
| Maldonado 90+2’ | Marcatori |  |

| Arbitro: | Scarpa (Collegno) |

|                      |           |                          |
| Busetto 70’ Aliu 89’ | Marcatori | 38’ Fracaro 53’ Pllumbaj |

| Arbitro: | Gandolfo (Bra) |

|                  |           |  |
| Valenti 61’, 63’ | Marcatori |  |

| Arbitro: | Sfira (Pordenone) |

|          |           |                       |
| Đurić 5’ | Marcatori | 23’ Valenti 85’ Ferri |

| Arbitro: | De Angeli (Milano) |

|  |           |                        |
|  | Marcatori | 38’ Valenti 60’ Odogwu |

| Arbitro: | Tesi (Lucca) |

|                                                 |           |  |
| Fracaro 20’ Maldonado 21’ (rig.) Forte 31’, 66’ | Marcatori |  |

| Arbitro: | Ferrieri Caputi (Livorno) |

|                |           |                 |
| Fasan 12’, 52’ | Marcatori | 90+6’ Maldonado |

| Arbitro: | Ubaldi (Roma 1) |

|                          |           |  |
| Fracaro 69’ Pllumbaj 80’ | Marcatori |  |

| Arbitro: | Frascaro (Firenze) |

|          |           |                                 |
| Zane 26’ | Marcatori | 83’ Bigolin 90+5’ (aut.) Colman |

| Arbitro: | Munerati (Rovigo) |

|                                            |           |                   |
| Maldonado 6’ (rig.) Odogwu 23’ Valenti 70’ | Marcatori | 64’, 90’ Visentin |

| Arbitro: | Morabito (Taurianova) |

|  |           |                             |
|  | Marcatori | 6’, 77’ Pllumbaj 63’ Odogwu |

| Arbitro: | Gianquinto (Trapani) |

|                          |           |  |
| Maldonado 64’ Odogwu 68’ | Marcatori |  |

| Arbitro: | Catallo (Frosinone) |

|                                 |           |                                        |
| Bussi 4’, 90+2’ Spetic 54’, 89’ | Marcatori | 16’ Bigolin 68’ Odogwu 90+5’ Maldonado |

| Arbitro: | Porcheddu (Oristano) |

|            |           |  |
| Odogwu 25’ | Marcatori |  |

| Arbitro: | Costanza (Agrigento) |

|  |           |                                            |
|  | Marcatori | 9’ (rig.) Maldonado 47’ Forte 79’ Pllumbaj |

| Arbitro: | Scarpa (Collegno) |

|                |           |  |
| Antoniazzi 55’ | Marcatori |  |

| Arbitro: | Casalini (Pontedera) |

|           |           |             |
| Dimas 12’ | Marcatori | 57’ Fracaro |

#### Poule scudetto
| Arzignano 12 maggio 2019, ore 16:00 CEST Triangolare 1 - 1ª giornata | Arzignano Valchiampo | 0 – 0 | Como | Stadio Tommaso Dal Molin\| Arbitro: \| Gemelli (Messina) \| |
| Arbitro:                                                             | Gemelli (Messina)    |       |      |                                                             |

| Arbitro: | Rinaldi (Messina) |

|                               |           |               |
| Segato 33’ (rig.) Capogna 78’ | Marcatori | 7’ Parasecoli |

### Coppa Italia Serie D
| Arbitro: | Cannata (Faenza) |

|                       |           |                |
| Forte 11’ Valenti 32’ | Marcatori | 37’ Di Gennaro |

| Arbitro: | Duzel (Castelfranco Veneto) |

|                                             |                      |                                       |
| Vita 59’ Zanetti 68’                        | Marcatori            | 70’ Fracaro 78’ Serroukh              |
| Congiu Righetti Sandrini Zanetti Michelotto | Tiri di rigore 4 – 3 | Maldonado Ferri Burato Serroukh Forte |

## Statistiche

### Statistiche di squadra
| Competizione         | Punti | In casa | In casa | In casa | In casa | In casa | In casa | In trasferta | In trasferta | In trasferta | In trasferta | In trasferta | In trasferta | Totale | Totale | Totale | Totale | Totale | Totale | DR  |
| Competizione         | Punti | G       | V       | N       | P       | Gf      | Gs      | G            | V            | N            | P            | Gf           | Gs           | G      | V      | N      | P      | Gf     | Gs     | DR  |
| -------------------- | ----- | ------- | ------- | ------- | ------- | ------- | ------- | ------------ | ------------ | ------------ | ------------ | ------------ | ------------ | ------ | ------ | ------ | ------ | ------ | ------ | --- |
| Serie D              | 70    | 17      | 13      | 3       | 1       | 42      | 11      | 17           | 10           | 4            | 3            | 31           | 17           | 34     | 21     | 7      | 6      | 63     | 35     | +28 |
| Poule Scudetto       | 1     | 1       | 0       | 1       | 0       | 0       | 0       | 1            | 0            | 0            | 1            | 1            | 2            | 2      | 0      | 1      | 1      | 1      | 2      | -1  |
| Coppa Italia Serie D | -     | 1       | 1       | 0       | 0       | 2       | 1       | 1            | 0            | 1            | 0            | 2            | 2            | 2      | 1      | 1      | 0      | 4      | 3      | +1  |
| Totale               | 71    | 19      | 14      | 4       | 1       | 44      | 12      | 19           | 10           | 5            | 4            | 34           | 21           | 38     | 22     | 9      | 7      | 68     | 40     | +28 |

### Andamento in campionato
| Giornata  | 1  | 2  | 3 | 4 | 5 | 6 | 7 | 8 | 9 | 10 | 11 | 12 | 13 | 14 | 15 | 16 | 17 | 18 | 19 | 20 | 21 | 22 | 23 | 24 | 25 | 26 | 27 | 28 | 29 | 30 | 31 | 32 | 33 | 34 |
| --------- | -- | -- | - | - | - | - | - | - | - | -- | -- | -- | -- | -- | -- | -- | -- | -- | -- | -- | -- | -- | -- | -- | -- | -- | -- | -- | -- | -- | -- | -- | -- | -- |
| Luogo     | T  | C  | T | C | C | T | C | T | C | T  | C  | T  | C  | T  | C  | T  | C  | C  | T  | C  | T  | T  | C  | T  | C  | T  | C  | T  | C  | T  | C  | T  | C  | T  |
| Risultato | P  | N  | V | V | N | V | V | V | P | N  | P  | V  | V  | V  | P  | N  | N  | V  | N  | V  | V  | V  | V  | P  | V  | V  | V  | V  | V  | P  | V  | V  | V  | N  |
| Posizione | 12 | 12 | 6 | 6 | 8 | 3 | 3 | 2 | 3 | 4  | 4  | 4  | 2  | 2  | 2  | 2  | 4  | 3  | 4  | 3  | 3  | 2  | 2  | 2  | 2  | 2  | 2  | 1  | 1  | 1  | 1  | 1  | 1  | 1  |

Legenda:

Luogo: C = Casa; T = Trasferta. Risultato: V = Vittoria; N = Pareggio; P = Sconfitta.